# Daniel Caspary
Daniel Caspary (ur. 4 kwietnia 1976 w Karlsruhe) – niemiecki polityk i ekonomista, poseł do Parlamentu Europejskiego VI, VII, VIII, IX i X kadencji.

## Życiorys
W latach 1995–1997 służył w Bundeswehrze (dochodząc do stopnia porucznika). Ukończył w 2002 studia z zakresu ekonomii technicznej na Uniwersytecie w Karlsruhe. Przez dwa lata pracował w firmie energetycznej.
Wstąpił do Unii Chrześcijańsko-Demokratycznej, w 2002 został przewodniczącym tej partii w Stutensee. Trzy lata wcześniej został radnym tej miejscowości. Od 1999 obejmował kierownicze funkcje w organizacji młodzieżowej CDU/CSU Junge Union w Badenii-Wirtembergii.
W 2004 z listy CDU uzyskał mandat deputowanego do Parlamentu Europejskiego. Pracował m.in. w Komisji Handlu Zagranicznego i Komisji Petycji, należał do grupy EPP-ED. W wyborach w 2009, 2014, 2019 i 2024 skutecznie ubiegał się o reelekcję.